# Layrac (Lot-et-Garonne)
Pour les articles homonymes, voir Layrac.
Layrac est une commune du sud-ouest de la France, située dans le département de Lot-et-Garonne en région Nouvelle-Aquitaine.
Elle est une des principales villes de la région naturelle du Brulhois. Ses habitants sont appelés les Layracais et Layracaises.
Commune de 3 913 habitants en 2022, située sur la rive Sud de la Garonne, au cœur de la communauté d'agglomération d'Agen et donc dans son aire d'attraction qui compte une population de 120 653 habitants en 2022.

## Géographie

### Localisation
Layrac se trouve dans le Brulhois, région du nord de la Gascogne, et est située à 10 kilomètres au sud d'Agen, sur l'axe Agen-Auch.
Layrac est limitrophe de huit autres communes.
Les communes limitrophes sont Boé, Fals, Astaffort, Caudecoste, Marmont-Pachas, Moirax, Sauveterre-Saint-Denis et Lafox.
|                | Boé       | Lafox (par un quadripoint), Sauveterre-Saint-Denis |
| Moirax         | Layrac    | Caudecoste                                         |
| Marmont-Pachas | Astaffort | Fals                                               |

L'orientation et la localisation de Layrac par rapport à quelques grandes villes françaises sont données dans le tableau suivant :
(Par route de centre-ville en centre-ville).
| Ville                | Agen       | Toulouse    | Bordeaux     | Montpellier  | Marseille    | Nantes     | Lyon        | Nice       | Paris         |
| -------------------- | ---------- | ----------- | ------------ | ------------ | ------------ | ---------- | ----------- | ---------- | ------------- |
| Distance Orientation | 8,5 km (N) | 86 km (S-E) | 127 km (N-O) | 264 km (S-E) | 389 km (S-E) | 385 km (N) | 375 km (NE) | 530 km (E) | 541 km (N-NE) |

Distances approximatives à vol d'oiseau

### Géologie
La superficie de la commune de est de 3 811 hectares ; son altitude varie de 43  à   182 mètres. La mairie est située à une hauteur de 65 mètres d'altitude.

### Hydrographie

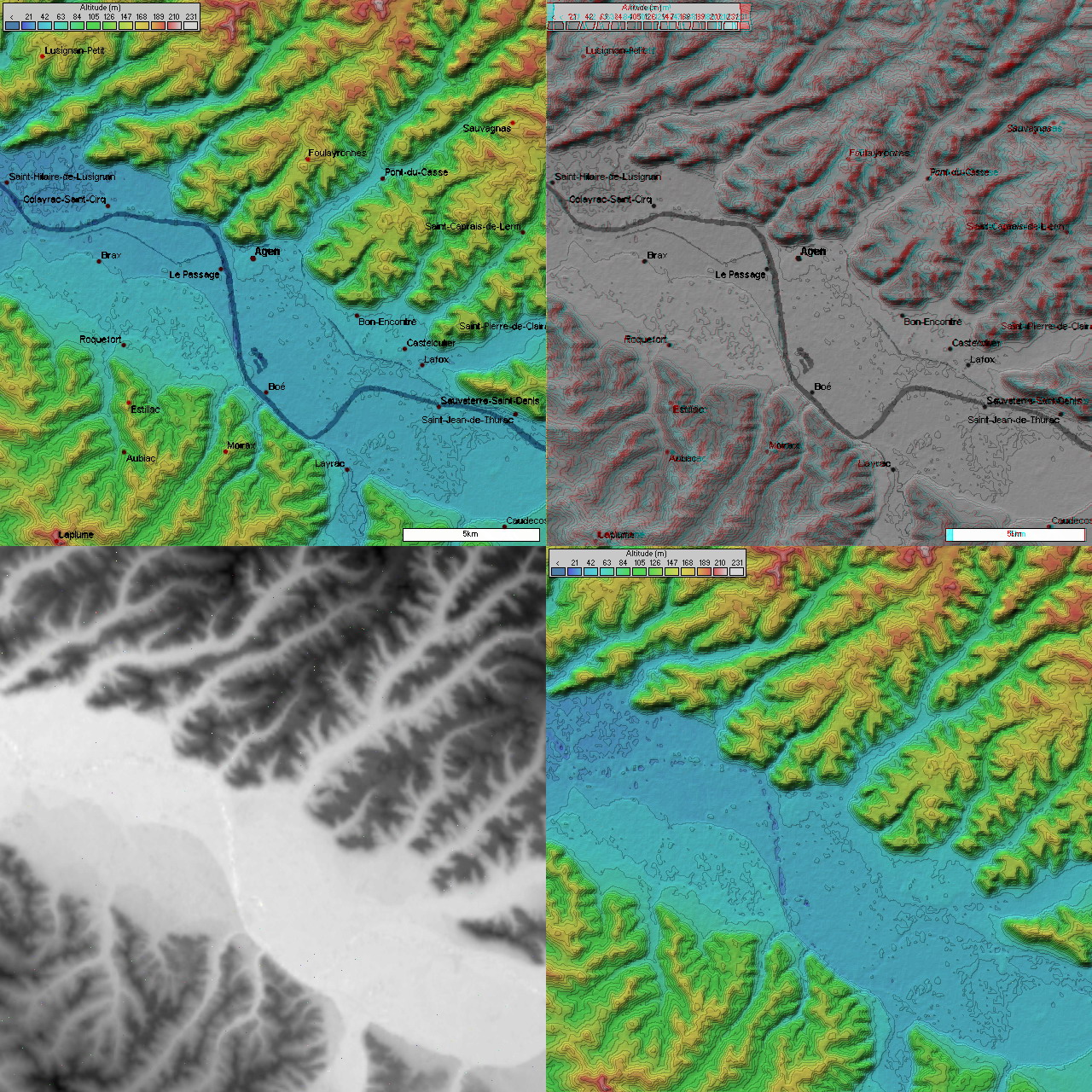
Layrac au confluent du Gers et de la Garonne

Elle est traversée par le Gers, qui se jette peu après dans la Garonne.

### Climat
Pour des articles plus généraux, voir Climat de la Nouvelle-Aquitaine et Climat de Lot-et-Garonne.
Historiquement, la commune est exposée à un climat océanique aquitain.  
En 2020, Météo-France publie une typologie des climats de la France métropolitaine dans laquelle la commune est exposée à un climat océanique altéré et est dans la région climatique Aquitaine, Gascogne, caractérisée par une pluviométrie abondante au printemps, modérée en automne, un faible ensoleillement au printemps, un été chaud (19,5 °C), des vents faibles, des brouillards fréquents en automne et en hiver et des orages fréquents en été (15 à 20 jours).
Pour la période 1971-2000, la température annuelle moyenne est de 12,9 °C, avec une amplitude thermique annuelle de 15,4 °C. Le cumul annuel moyen de précipitations est de 775 mm, avec 9,5 jours de précipitations en janvier et 6,7 jours en juillet. Pour la période 1991-2020, la température moyenne annuelle observée sur la station météorologique la plus proche, située sur la commune d'Estillac à 8 km à vol d'oiseau, est de 13,8 °C et le cumul annuel moyen de précipitations est de 708,2 mm,. Pour l'avenir, les paramètres climatiques de la commune estimés pour 2050 selon différents scénarios d'émission de gaz à effet de serre sont consultables sur un site dédié publié par Météo-France en novembre 2022.

## Urbanisme

### Typologie
Au 1er janvier 2024, Layrac est catégorisée bourg rural, selon la nouvelle grille communale de densité à sept niveaux définie par l'Insee en 2022.
Elle appartient à l'unité urbaine de Layrac, une unité urbaine monocommunale constituant une ville isolée,. Par ailleurs la commune fait partie de l'aire d'attraction d'Agen, dont elle est une commune de la couronne,. Cette aire, qui regroupe 81 communes, est catégorisée dans les aires de 50 000 à moins de 200 000 habitants,.

### Occupation des sols

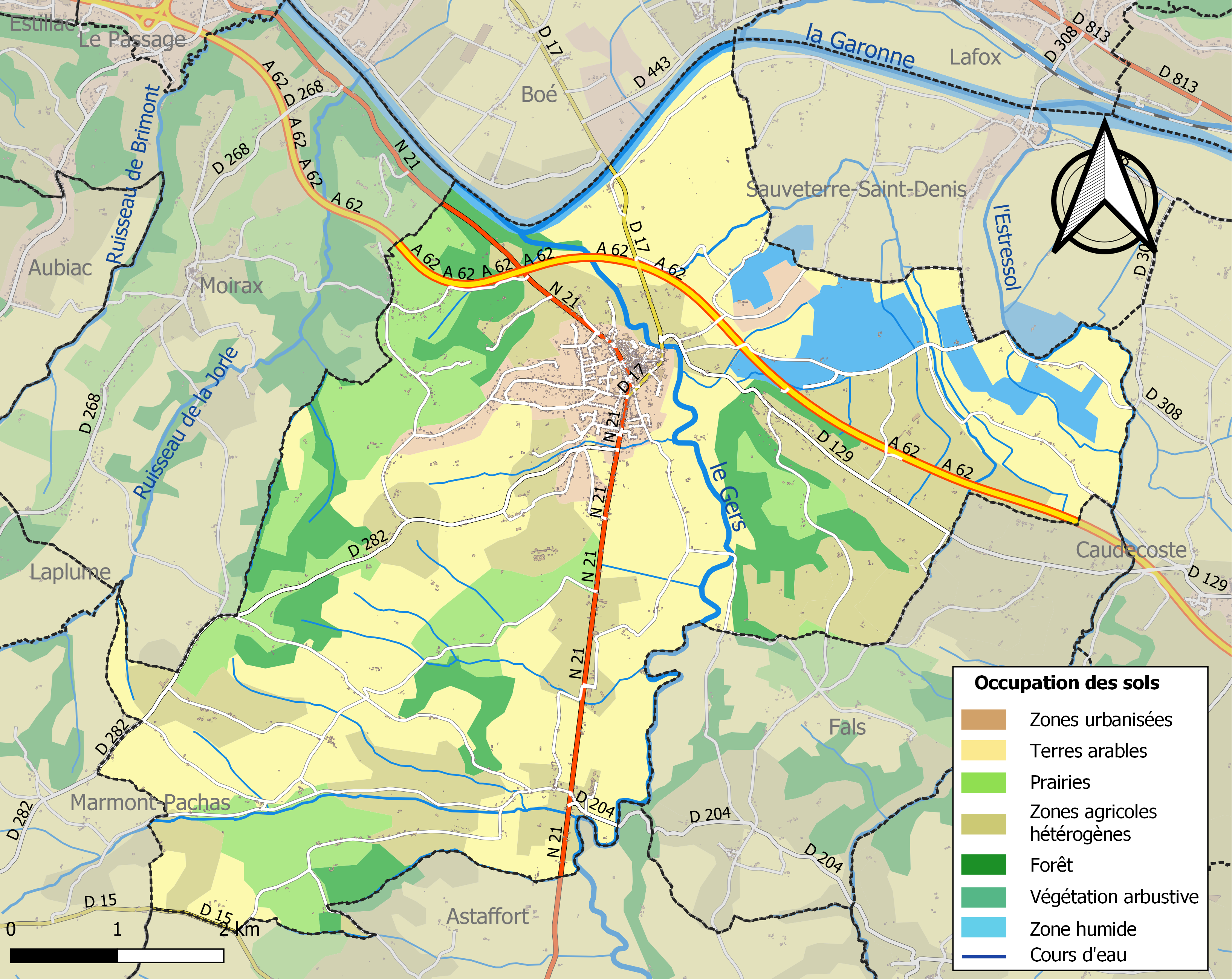
Carte des infrastructures et de l'occupation des sols de la commune en 2018 (CLC).

L'occupation des sols de la commune, telle qu'elle ressort de la base de données européenne d’occupation biophysique des sols Corine Land Cover (CLC), est marquée par l'importance des territoires agricoles (79,4 % en 2018), en diminution par rapport à 1990 (85,8 %). La répartition détaillée en 2018 est la suivante : 
terres arables (41 %), zones agricoles hétérogènes (24,4 %), prairies (14 %), forêts (10 %), eaux continentales (5,2 %), zones urbanisées (4,7 %), mines, décharges et chantiers (0,7 %). L'évolution de l’occupation des sols de la commune et de ses infrastructures peut être observée sur les différentes représentations cartographiques du territoire : la carte de Cassini (XVIIIe siècle), la carte d'état-major (1820-1866) et les cartes ou photos aériennes de l'IGN pour la période actuelle (1950 à aujourd'hui).

### Voies de communication et transports

#### Axes routiers
- N 21 La route nationale 21, en direction d'Auch et du Passage d'Agen.
- D17 La départementale 17, en direction de Boé et Agen.
- D282 La départementale 282, en direction de Marmont-Pachas.
- D129 La départementale 129, en direction de Caudecoste.
- A62E72 L'autoroute A62 a une sortie au Passage desservant la ville d'Agen (échangeur no 7).

#### Transport urbain
Le réseau Tempo exploité par la société Keolis Agen dessert les 31 communes de l'agglomération d'Agen soit un total de 92 042 habitants depuis le 30 mars 2012, en remplacement du réseau Transbus.
La ville de Layrac est desservie à la fois par la ligne Tempo N°5 (10 rotations par jour environ et par le Ter Midi-Pyrénées Agen - Auch (ligne 932) avec une fréquence d'environ un par heure.

#### Aéroport Agen-La Garenne
- L'aéroport Agen-La Garenne est installé à 7,6 km sur les communes du Passage et d'Estillac.

Des vols vers l'aéroport Paris-Orly sont proposés, avec trois allers-retours quotidiens du lundi au vendredi et un aller-retour le dimanche soir.
- 7 244 voyageurs transportés en 2007.

#### Transport ferroviaire
- La gare de Layrac est fermée aux voyageurs, néanmoins une Installation terminale embranchée en service y est référencées[16]. L'ancienne halte de Goulens est également fermée.
- Gare d'Agen environ à 9 km

### Risques majeurs
Le territoire de la commune de Layrac est vulnérable à différents aléas naturels : météorologiques (tempête, orage, neige, grand froid, canicule ou sécheresse), inondations, mouvements de terrains et séisme (sismicité très faible). Il est également exposé à deux risques technologiques, le transport de matières dangereuses et le risque nucléaire. Un site publié par le BRGM permet d'évaluer simplement et rapidement les risques d'un bien localisé soit par son adresse soit par le numéro de sa parcelle.

#### Risques naturels
La commune fait partie du territoire à risques importants d'inondation (TRI) d’Agen, regroupant 20 communes concernées par un risque de débordement de la Garonne, un des 18 TRI qui ont été arrêtés fin 2012 sur le bassin Adour-Garonne. Les événements antérieurs à 2014 les plus significatifs sont les crues de 1435, 1875, 1930, 1712, 1770 et 1952. Des cartes des surfaces inondables ont été établies pour trois scénarios : fréquent (crue de temps de retour de 10 ans à 30 ans), moyen (temps de retour de 100 ans à 300 ans) et extrême (temps de retour de l'ordre de 1 000 ans, qui met en défaut tout système de protection). La commune a été reconnue en état de catastrophe naturelle au titre des dommages causés par les inondations et coulées de boue survenues en 1993, 1995, 2003, 2009, 2013, 2014 et 2021,.
Les mouvements de terrains susceptibles de se produire sur la commune sont des affaissements et effondrements liés aux cavités souterraines (hors mines), des glissements de terrain et des tassements différentiels. Afin de mieux appréhender le risque d’affaissement de terrain, un inventaire national permet de localiser les éventuelles cavités souterraines sur la commune.

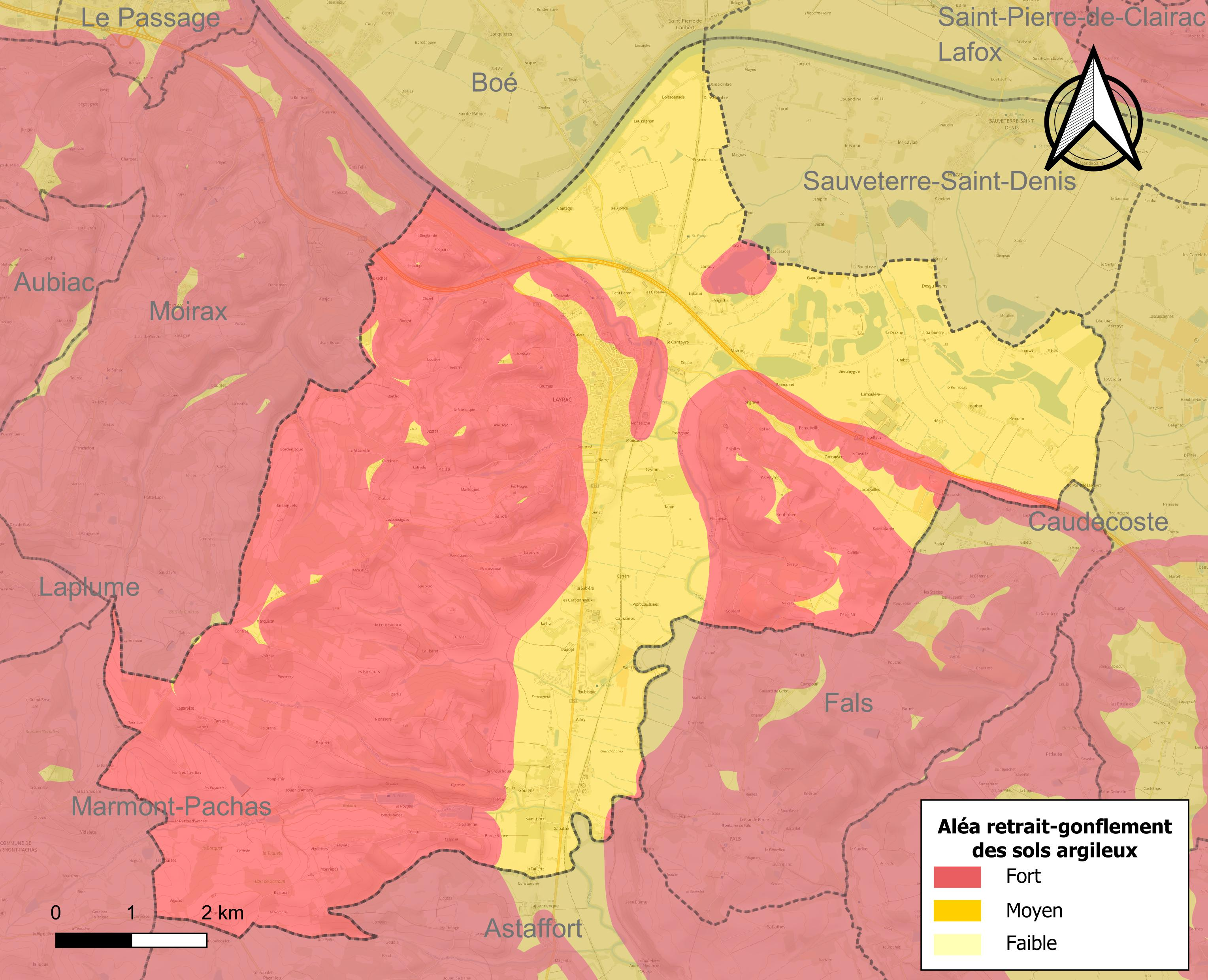
Carte des zones d'aléa retrait-gonflement des sols argileux de Layrac.

Le retrait-gonflement des sols argileux est susceptible d'engendrer des dommages importants aux bâtiments en cas d’alternance de périodes de sécheresse et de pluie. La totalité de la commune est en aléa moyen ou fort (91,8 % au niveau départemental et 48,5 % au niveau national). Depuis le 1er octobre 2020, en application de la loi ELAN, différentes contraintes s'imposent aux vendeurs, maîtres d'ouvrages ou constructeurs de biens situés dans une zone classée en aléa moyen ou fort,.
Concernant les mouvements de terrains, la commune a été reconnue en état de catastrophe naturelle au titre des dommages causés par la sécheresse en 1989, 2002, 2003, 2005, 2009, 2011, 2012 et 2016 et par des mouvements de terrain en 1999.

#### Risque technologique
La commune étant située dans le périmètre du plan particulier d'intervention (PPI) de 20 km autour de la centrale nucléaire de Golfech, elle est exposée au risque nucléaire. En cas d'accident nucléaire, une alerte est donnée par différents médias (sirène, sms, radio, véhicules). Dès l'alerte, les personnes habitant dans le périmètre de 2 km se mettent à l'abri. Les personnes habitant dans le périmètre de 20 km peuvent être amenées, sur ordre du préfet, à évacuer et ingérer des comprimés d’iode stable,,.

## Histoire

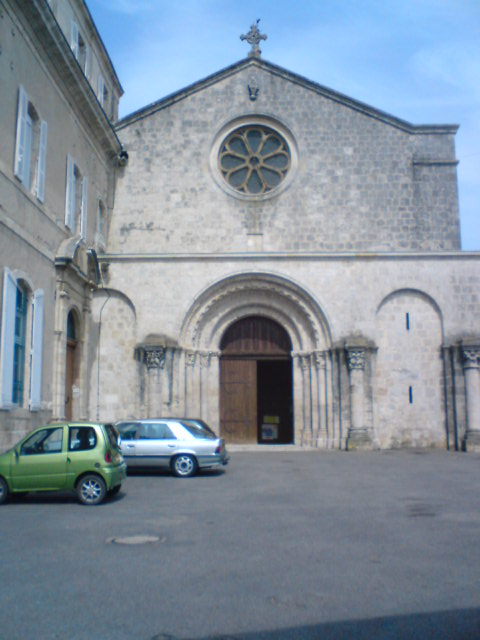
Église Saint-Martin

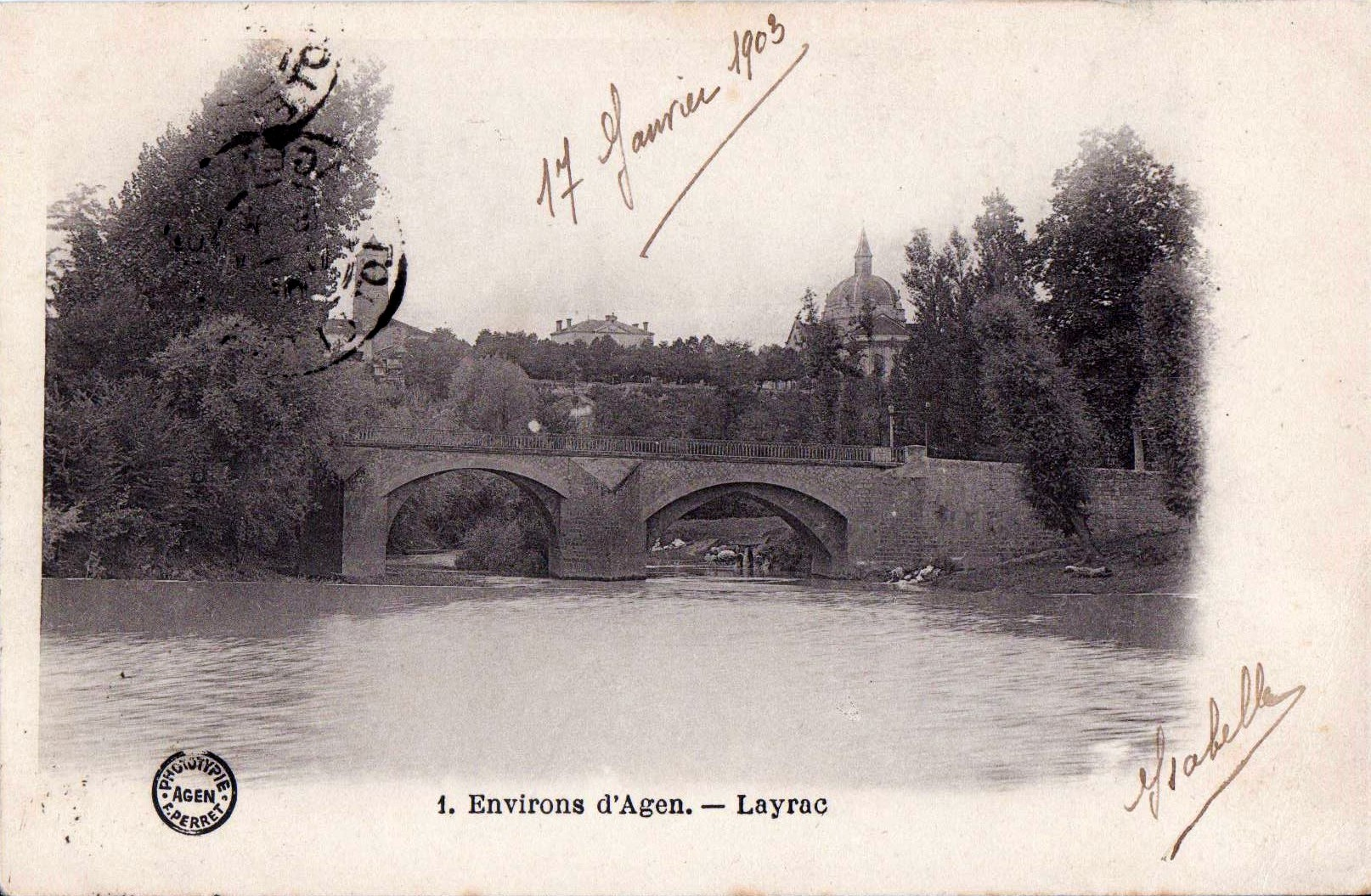
Le Pont de la rivière Gers, 1903.

Les premières traces de peuplement de Layrac remontent au Magdalénien(campement de plein air de Beauséjour). On a retrouvé dans sa plaine des traces d'occupation pour les âges du Bronze et du Fer. À l'époque gallo-romaine, plusieurs villae sont attestées sur le territoire de la commune. L'une d'entre elles, après abandon et invasions donnera naissance au premier bourg médiéval situé sur un promontoire dominant le Gers. Une autre permettra la naissance du hameau d'Amans, qui évoluera de la même façon et où l'on peut voir les ruines de l'église romane Sainte-Marie. Le bourg de Goulens, lui sera fondé par les colons Wisigoths.
Un monastère, comprenant l'église Saint-Martin, fondé en 1064 par Hunald, religieux à Moissac et son frère Hugues, vicomte de Bruilhois, a permis ensuite au village de Layrac de se développer. Elle fut une cité importante pendant la période du Moyen Âge grâce à l'influence de son prieuré mais aussi de sa batellerie installée sur les fleuves du Gers et de la Garonne. Elle se dote d'une charte de Coutumes en 1273.
Des hôtes célèbres l'ont traversé, comme le pape Urbain II, qui se rendit à Layrac le 7 mai 1096 au retour de Clermont où il venait de prêcher la croisade. Il consacra le chœur de l'église St Martin, dont les travaux d'édification par les Bénédictins avaient commencé en 1075. Une mosaïque romane de l'église représente des motifs floraux et un épisode de l'Ancien Testament, Samson terrassant le lion.
La reine de Navarre, Jeanne d'Albret, passa à Layrac le 15 janvier 1572 en se rendant à Paris pour le mariage de son fils Henri. Henri IV vint le 16 août 1576, car Layrac était depuis les années 1560, une place forte du protestantisme en Agenais. Sur ordre du roi Louis XIII, ses fortifications furent détruites en septembre 1621 par les troupes du maréchal de Roquelaure. Le protestantisme à Layrac commença dès lors à décliner. De 1629 à 1631, la ville fut aux prises avec une terrible peste, suivie d'une année de disette (1631), événements qui permirent à une Confrérie de Pénitents Blancs de voir le jour en 1633.
Le XVIIIe siècle apporta un peu plus de quiétude et la ville connut un nouvel essor, grâce à ses productions viticoles et à sa batellerie. Le prieuré, entièrement reconstruit en un grandiose style classique est le témoin de la richesse de cette époque.
La création de la ligne de chemin de fer Agen-Barèges en 1869 et l'implantation d'une gare à Layrac ainsi que d'une halte à Goulens favorisèrent cet essor. À la fin du XIXe, Layrac s'industrialise grâce à la naissance et au développement sur son sol des usines KIRPY, fabricant de charrues et matériels agricoles.
Aujourd'hui, la gare de Layrac et la halte de Goulens ne sont plus desservies par la ligne de Bon-Encontre à Auch, fermée à tout trafic depuis 2015. Sa réouverture au service voyageur et/ou au trafic de marchandises est régulièrement évoquée.

## Politique et administration

### Administration municipale
Le nombre d'habitants au recensement de 2017 étant compris entre 3 500 habitants et 4 999 habitants, le nombre de membres du conseil municipal pour l'élection de 2020 est de vingt-sept,.

### Rattachements administratifs et électoraux
Commune faisant partie de l'arrondissement d'Agen, de l'agglomération d'Agen et du canton du Sud-Est agenais (avant le redécoupage départemental de 2014, Layrac faisait partie de l'ex-canton d'Astaffort).

### Liste des maires
| Période                                  | Période                      | Identité                        | Étiquette   | Qualité |
| ---------------------------------------- | ---------------------------- | ------------------------------- | ----------- | --- |
| Les données manquantes sont à compléter. |                              |                                 |             | |
| 1848                                     | 1849                         | Jean Coulom                     |             | |
| 1849                                     | 1849                         | Charles Caucat                  |             | |
| 1849                                     | 1849                         | Jean Coulom                     |             | |
| 1849                                     | 1852                         | Jules Bergonié                  |             | |
| 1852                                     | 1870                         | Bernard Daunefort de La Gravade |             | |
| 1870                                     | 1871                         | Prosper Dauzon                  |             | |
| 1871                                     | 1874                         | Jean Coulom                     |             | |
| 1874                                     | 1876                         | Marc-Paul de Guilhem de Maignas |             | |
| 1876                                     | 1884                         | Jean Coulom                     |             | |
| 1884                                     | 1887                         | Charles Bouet                   | Droite      | Ancien juge d'instruction à Agen Conseiller général d'Astaffort (1885 → 1886)                                        |
| 1887                                     | 1888                         | Charles Arnaud                  |             | |
| 1888                                     | 1907                         | Léon Laurent Cassius            |             | |
| 1907                                     | 1907                         | Lucien Bernes                   |             | |
| 1907                                     | mai 1908                     | Jean Castelnau                  |             | |
| mai 1908                                 | décembre 1919                | Joseph Danglade                 | Rad.        | Conseiller d'arrondissement                                                                                          |
| décembre 1919                            | mai 1935                     | Gaston Carretté                 | RG          | Négociant en vins Conseiller général d'Astaffort (1919 → 1938)                                                       |
| mai 1935                                 | 1941                         | Bernard Bonnet                  |             | |
| 1941                                     | 1944                         | René Barado                     |             | |
| 1944                                     | octobre 1947                 | Ernest Teulé                    |             | |
| octobre 1947                             | mars 1965                    | Bernard Bonnet                  |             | |
| mars 1965                                | mars 1971                    | Marcel Lafougère                |             | |
| mars 1971                                | mars 1983                    | Edmond Lalande                  | DVG         | |
| mars 1983                                | juin 1995                    | Jean Drapé                      | RPR         | Cadre SNCF |
| juin 1995                                | mars 2008                    | Henry Maury                     | DVD         | Général de l'Armée de terre                                                                                          |
| mars 2008                                | mars 2014                    | Pierre Pujol                    | NC puis UDI | Fonctionnaire de police (CRS)                                                                                        |
| mars 2014                                | 31 décembre 2024 (Démission) | Rémi Constans                   | DVD         | Médecin cardiologue retraité Conseiller départemental du Sud-Est agenais(2015 → 2024) Réélu pour le mandat 2020-2026 |
| 15 janvier 2025                          | En cours                     | Thierry Pilliaudin              | DVD         | Ancien cadre Ancien premier adjoint.                                                                                 |

### Juridictions
Layrac dépend des tribunaux de :
- Tribunaux d'instance : Agen
- Tribunaux de grande instance : Agen
- cour d'appel : Agen (gère les départements du lot, du Gers et Lot-et-Garonne)
- Tribunal pour enfants : Bordeaux
- tribunal administratif : Bordeaux
- cour administrative d'appel : Bordeaux

## Population et société

### Démographie
L'évolution du nombre d'habitants est connue à travers les recensements de la population effectués dans la commune depuis 1793. Pour les communes de moins de 10 000 habitants, une enquête de recensement portant sur toute la population est réalisée tous les cinq ans, les populations de référence des années intermédiaires étant quant à elles estimées par interpolation ou extrapolation. Pour la commune, le premier recensement exhaustif entrant dans le cadre du nouveau dispositif a été réalisé en 2007.

En 2022, la commune comptait 3 913 habitants, en évolution de +8,97 % par rapport à 2016 (Lot-et-Garonne : −0,18 %, France hors Mayotte : +2,11 %).
| 1793  | 1800  | 1806  | 1821  | 1831  | 1836  | 1841  | 1846  | 1851  |
| ----- | ----- | ----- | ----- | ----- | ----- | ----- | ----- | ----- |
| 2 604 | 2 627 | 2 819 | 2 636 | 2 925 | 2 760 | 2 756 | 2 680 | 2 710 |

| 1856  | 1861  | 1866  | 1872  | 1876  | 1881  | 1886  | 1891  | 1896  |
| ----- | ----- | ----- | ----- | ----- | ----- | ----- | ----- | ----- |
| 2 890 | 2 861 | 2 762 | 2 703 | 2 782 | 2 818 | 2 673 | 2 609 | 2 586 |

| 1901  | 1906  | 1911  | 1921  | 1926  | 1931  | 1936  | 1946  | 1954  |
| ----- | ----- | ----- | ----- | ----- | ----- | ----- | ----- | ----- |
| 2 434 | 2 329 | 2 245 | 2 071 | 2 160 | 2 252 | 2 235 | 2 343 | 2 465 |

| 1962  | 1968  | 1975  | 1982  | 1990  | 1999  | 2006  | 2007  | 2012  |
| ----- | ----- | ----- | ----- | ----- | ----- | ----- | ----- | ----- |
| 2 701 | 2 635 | 2 520 | 2 800 | 2 983 | 3 149 | 3 414 | 3 457 | 3 532 |

| 2017  | 2022  | - | - | - | - | - | - | - |
| ----- | ----- | - | - | - | - | - | - | - |
| 3 623 | 3 913 | - | - | - | - | - | - | - |

### Superficie et Population
| Zones            | Population | Surface (km²) | Densité (/km²) |
| ---------------- | ---------- | ------------- | -------------- |
| Layrac           | 3 548      | 38.11         | 93             |
| Unité urbaine    | 76 350     |               |                |
| Aire urbaine     | 103 715    | 830.52        | 113            |
| Région Aquitaine | 3 119 778  | 41 309        | 76             |

La ville de Layrac a une superficie de 38,11 km2 et une population de 3548 habitants, ce qui la classe :
| Rang                  | Population | Superficie | Densité |
| --------------------- | ---------- | ---------- | ------- |
| France                | 2920e      | 2154e      | 8770e   |
| Aquitaine             | 144e       | 193e       | 436e    |
| Lot-et-Garonne        | 16e        | 19e        | 39e     |
| Arrondissement d'Agen | 8e         | 1e         | 18e     |
| Canton d'Astaffort    | 1er        | 1er        | 1er     |

### Communauté d'agglomération d'Agen

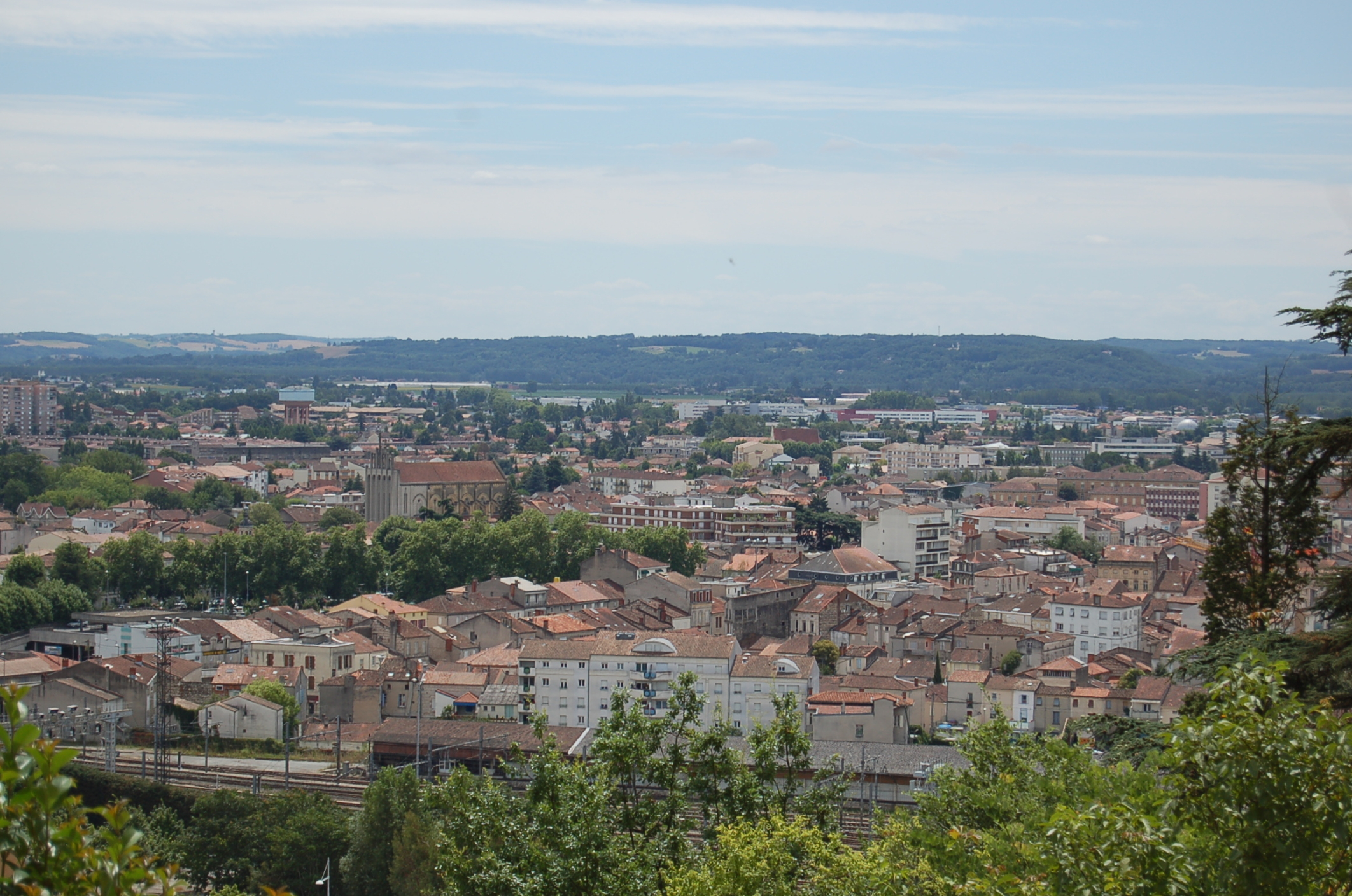
Vue d'Agen et de son agglomération.

La communauté d'agglomération d'Agen regroupe 31 villes et villages de l'agglomération agenaise, dont Layrac.
L'idée de la communauté d'agglomération d'Agen arrive en 1974, René Lajunie, maire de Bon-Encontre de l'époque, relançant avec le docteur Esquirol, ancien maire d'Agen, le syndicat intercommunal, ancêtre de la communauté d'agglomération d'Agen. C'est ainsi que naquirent les bases de la communauté d'agglomération telle qu'elle est aujourd'hui.
La communauté d'agglomération d'Agen a permis le développement des communes mais aussi de proposer plusieurs services dont les transports en commun desservant toute l'agglomération, ainsi qu'un service de collecte des déchets commun à l'ensemble de l'agglomération.

### Écologie - Recyclage
La communauté d'agglomération a équipé tous les foyers de 5 conteneurs (verre, papier et journaux, ordures ménagères, emballages et déchets verts) dans le but d'un tri sélectif par l'usager. Plusieurs ramassages par semaine sont effectués séparément pour chaque matière.
La commune dispose de la déchèterie de Boé à 3,9 km.

### Manifestations culturelles et festivités
- La nuit des bandas (mai)
- Le marché de noël (décembre)
- Le Carnaval (1er et 2e dimanche de mars)
- Le Vide Grenier International (1er dimanche de juillet)

### Sports et loisirs
Layrac dispose de diverses installations sportives : 1 gymnase, 2 terrains de rugby, 2 terrains de tennis.
- Rugby à XV : l'Association sportive layracaise (ASL), fondée en 1915, évolue aujourd'hui[Quand ?] en Fédérale 1. En une décennie le club parvient à monter de Promotion Honneur à Fédérale 1. La saison 2012-2013 voit l’équipe réserve de l’ASL devenir champions du Périgord Agenais. Le 25 juin 2023, lors de la saison 2022-2023, l’ASL devenait championne de France de Fédérale 2 au stade Marius-Lacoste de Fleurance face à l'UA Gaillac sur le score de 17-6.
- Basket-ball club Layrac Astaffort
- Tennis

### Santé
Pour la santé la ville dépend de celle d'Agen :
- Hôpital Saint-Esprit au nord d'Agen
- Clinique Saint-Hilaire Esquirol (sud d'Agen)
- Hôpital de Monbran
- Hôpital psychiatrique - la Candélie à Foulayronnes.

### Cimetières

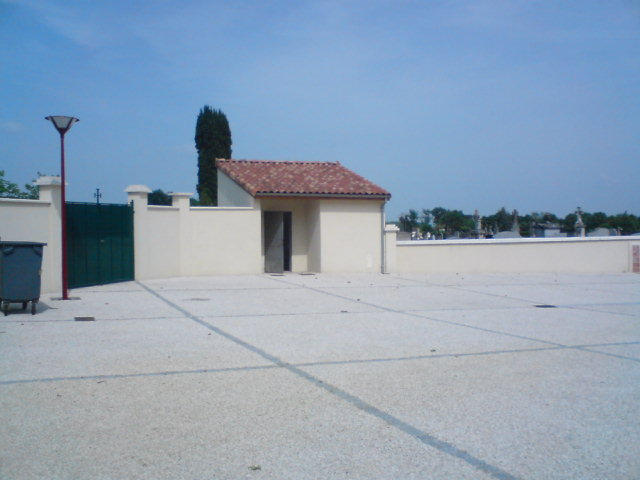
Cimetière

- 1 cimetière principal à Lagravade, au nord de la commune
- 1 autre au hameau de Goulens, jouxtant l'église St Pierre
- 1 troisième à l'ancien hameau d'Amans, jouxtant l'église Ste Marie

## Économie
La commune profite de l'activité d'Agen, situé à 10 kilomètres. Elle dispose d'une forte activité associative et sportive.
D'un point de vue industriel, la ville accueille quelques entreprises agro-alimentaires, et notamment cave coopérative des vins du Brulhois de Goulens.
La plaine de la Garonne permet l’extraction de grave, élément indispensable aux travaux routiers et à la construction.
Kirpy une fabrique layracaise de machines agricoles a acquis une certaine renommée dans le monde agricole, et va jusqu'à exporter dans plusieurs Pays.
Depuis 2009, les laboratoires Innovi (Groupe Innovi fondé par Alexandra Fregonese, anciennement groupe Cosmos) sont installés sur 2 000 m2 de bâtiments dont une salle blanche,.

## Culture locale et patrimoine

### Lieux et monuments

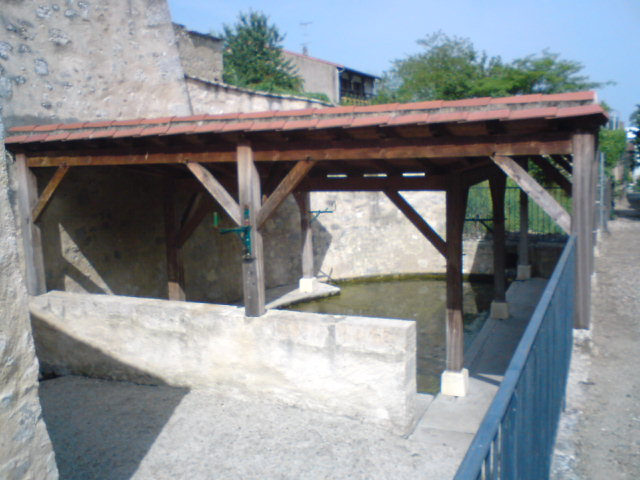
Lavoir

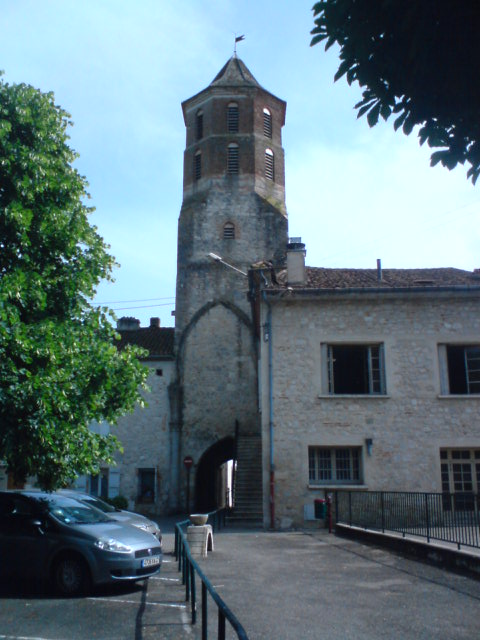
Place Royale

- L'église Saint-Martin, des XIe et XIIe siècles, classée monument historique en 1908[42] avec sa mosaïque romane. L'une des plus grandes églises romanes à coupole sur pendentifs plats de France.
- Le clocher-porche gothique, des XIIIe-XIVe siècles, restes de l'ancienne église paroissiale Sainte Marie et sa salle du 1er étage avec cheminée Renaissance aux armoiries de la ville
- La vieille ville, au cœur du centre-ville, où l'on peut observer plusieurs maisons à colombages en bon état.
- Plusieurs vieux lavoirs, qui ont résisté au temps.
- Église Sainte-Marie d'Amans, inscrite au titre des monuments historiques en 1954[43].
- Église Saint-Pierre de Goulens.
- Château de Goulens, inscrit au titre des monuments historiques en 1921[44].
- Maison forte de Bois-Renaud, inscrite au titre des monuments historiques en 1973[45].
- La Grand Peyro : vestige d'un menhir qui ne mesure plus que 1,15 m de haut ; des processions religieuses s'y rendaient encore dans les années 1930 à certaines occasions[46].

Places de la ville :
- Place Royale ou communément appelée  Royal
- Place Étienne-Bouet
- Place Jean Jaurès (appelée également Place de la mairie) avec ses arcades ressemblant aux bastides

### Personnalités liées à la commune
- André Lafon de Cavaignac (1779-1844), homme politique français y est né.
- Léonce Dupont (1828-1884), publiciste et journaliste français, est né à Layrac.
- Philippe Dauzon (1860-1918), homme politique français dont la famille est originaire de Layrac.
- Valentin Purrey (1861-1928), constructeur de tramways et camion y est né.
- Abel Sarramiac (1886-1944), résistant français y est né
- Guy Basquet (1921-2006), joueur de rugby à XV y est né.
- Christian Béguerie (1955-2024), joueur de rugby à XV y est né.

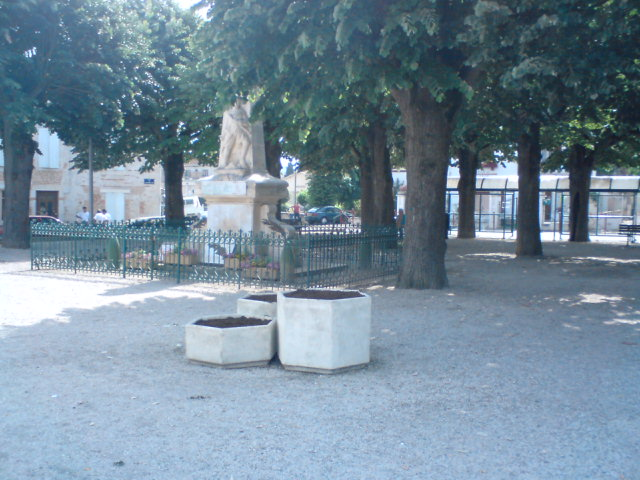
Place Étienne-Bouet.
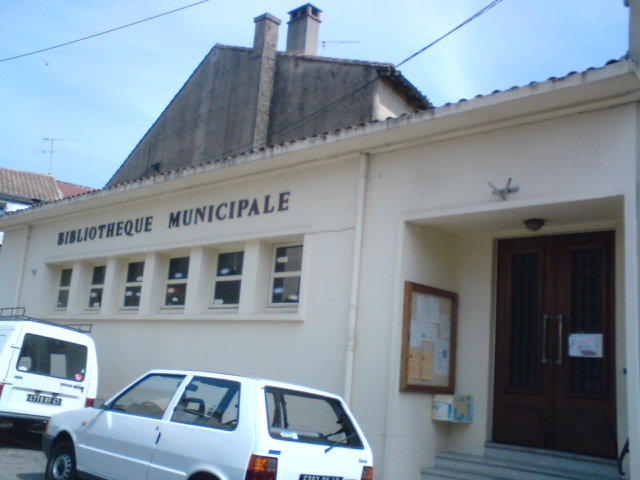
Bibliothèque.
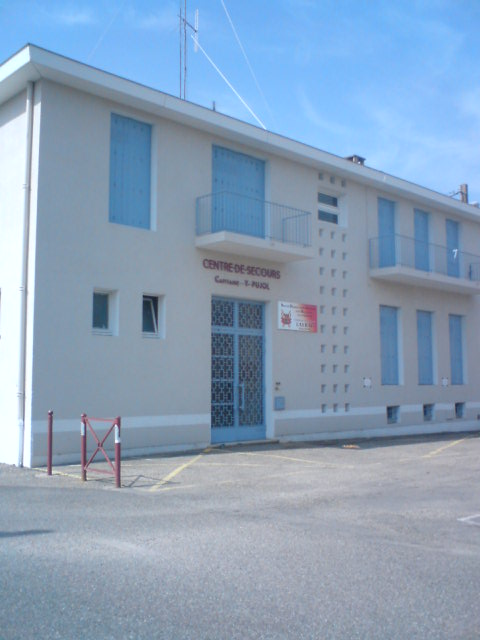
Caserne des pompiers.
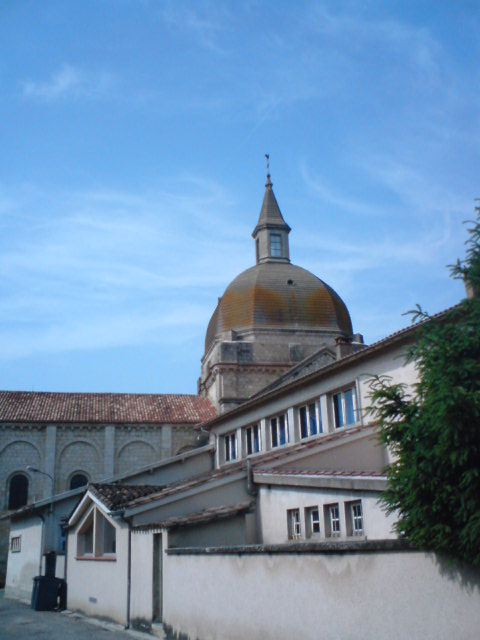
Clocher de l'église Saint-Martin.
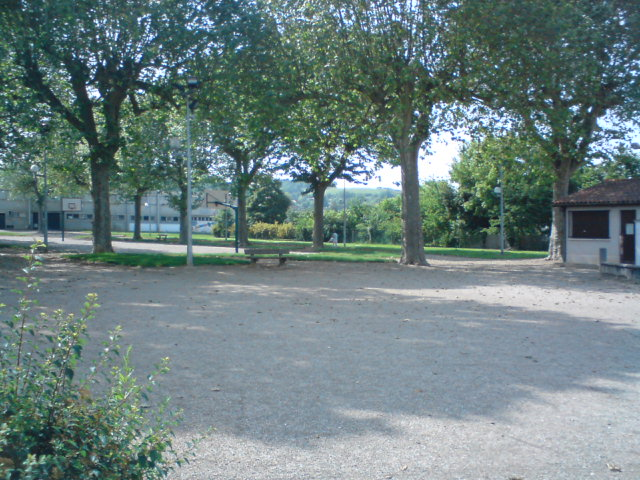
Esplanade Charles-de-Gaulle.

### Héraldique
| Blason de Layrac | Blason  | De sinople à la grappe de raisin tigée et feuillée de pourpre.                                                 |
| Blason de Layrac | Détails | Le statut officiel du blason reste à déterminer.                                                               |
| Blason de Layrac | Alias   | De sinople à la grappe de raisin tigée et feuillée de pourpre accompagnée de trois étoiles d’or mal ordonnées. |